# Vuelo 56C de Bristow Helicopters
El vuelo 56C de Bristow Helicopters fue un vuelo en helicóptero entre Aberdeen y la plataforma petrolera Brae Alpha en el mar del Norte. El 19 de enero de 1995, el AS 332L Super Puma que operaba la ruta, matrícula G-TIGK y con el nombre Cullen, fue alcanzado por un rayo. El vuelo transportaba a 16 trabajadores petroleros desde Aberdeen hasta una plataforma en el yacimiento Brae. Las 18 personas a bordo sobrevivieron.

## Tripulación
El comandante del vuelo era Cedric Roberts (44 años). Trabajaba en Bristow Helicopters Ltd desde 1974. Era un piloto muy experimentado con más de 9.600 horas de vuelo. El primer oficial era Lionel Sole (39 años), quien estaba en la empresa desde 1990 y contaba con más de 3.100 horas de vuelo.

## Accidente

Restos del helicóptero tras su recuperación del mar del Norte

Durante el vuelo, el helicóptero atravesó mal tiempo y fue alcanzado por un rayo. Esto causó daños graves al rotor de cola. Aunque logró volar algunos minutos más, el rotor de cola falló completamente cuando el copiloto intentó probar si sus controles seguían funcionando. Los pilotos se vieron obligados a realizar una autorrotación de emergencia sobre un mar agitado. Los dispositivos de flotación de emergencia del helicóptero permitieron que los pasajeros y la tripulación fueran evacuados a una balsa salvavidas. A pesar del mal tiempo y del oleaje, todas las personas a bordo fueron rescatadas por el barco de rescate Grampian Freedom.
El rayo fue un caso aislado dentro de la tormenta, posiblemente inducido por el paso del helicóptero a través de la nube. La investigación del accidente también reveló problemas potenciales con el diseño de los materiales compuestos de fibra de carbono con bandas de latón en los rotores, lo que hacía que las palas fueran propensas a explosiones o daños por impactos de rayos.

## En la cultura popular
Los hechos del Vuelo 56C fueron presentados en el episodio "Helicopter Down" de la temporada 3 de la serie canadiense Mayday (llamada Air Emergency o Air Disasters en Estados Unidos, y Air Crash Investigation en el Reino Unido y otros países).